# 鄭遇春
鄭 遇春（てい ぐうしゅん、? - 1390年）は、元末明初の軍人。濠州鍾離県の人。朱元璋に仕えて、明建国の功臣となった。兄の鄭遇霖も朱元璋に仕えて、彼の勢力拡大に貢献した。

## 生涯
| 姓名         | 鄭遇春                                                      |
| 時代         | 元代 - 明代                                                 |
| 生没年       | 生年不詳 - 洪武23年（1390年）                               |
| 字・別名     | -                                                           |
| 本貫・出身地 | 濠州鍾離県                                                  |
| 職官         | 総管→左翼元帥→六安衛指揮僉事 →朔州衛指揮副使→同知大都督府事 |
| 爵位         | 滎陽侯（明）                                                |
| 諡号         | -                                                           |
| 陣営・所属   | 朱元璋                                                      |
| 家族・一族   | 兄弟 : 鄭遇霖（兄）                                         |

兄の鄭遇霖と共に勇猛な者として知られていた。鄭遇霖の隙を狙って、殺害しようとする人々がいた。鄭遇春は兄を護衛し、この危機を逃れることに成功した。人々は鄭遇霖を畏れていたが、鄭遇春は人々から賢い者であると評した。
至正13年（1353年）、定遠攻略に参加した24将の1人。朱元璋が滁州を攻略した際、鄭遇霖は先鋒となった。鉄仏岡・三郤河・大柳を攻略し、鄭遇春は累功によって、総管となった。蕪湖での戦いで、鄭遇霖が戦死し、鄭遇春が後を継いだ。この頃の朱元璋軍の武将が率いる軍は1千に満たず、鄭遇春は2つの軍を率い、諸将の軍中で最も強く勇ましかった。戦いで次々と功績をあげ、左翼元帥を授けられた。陳友諒討伐に参加し、士卒に先んじて戦い続けた。自身の功績を語ったことはなく、朱元璋はこれを奇妙に思った。六安を攻略し、六安衛指揮僉事となった。
至正27年（1367年）10月、徐達に従い、北伐に参加した。
洪武元年（1368年）、2月に山東、4月に河南・河北を攻略した。朔州を攻略して、朔州衛指揮副使となった。
洪武3年（1370年）、同知大都督府事となり、滎陽侯に封ぜられ、歳禄9百石を賜った。
洪武4年（1371年）、臨濠に駐屯し、大都督府に務めた。後に連座して、爵位を奪われたが、後に元に戻されて、再び朔州を守った。傅友徳に従い、雲南征伐に向かった。楊文らと城池を攻略した。応天府に還り、金吾諸衛を指揮して、海船180艘を造らせて、遼東へ向かわせた。陝西都司管轄下にある岷州衛の官馬を登記した。
洪武23年（1390年）、胡惟庸に通じていたとして処刑された。これにより、爵位も除かれた。